# Mayumi Kaji
Mayumi Kaji (født 28. juni 1964) er en tidligere japansk fodboldspiller. Hun har tidligere spillet for Japans kvindefodboldlandshold.

## Japans fodboldlandshold
| Japans landshold | Japans landshold | Japans landshold |
| År               | Kmp              | Mål              |
| ---------------- | ---------------- | ---------------- |
| 1981             | 1                | 0                |
| 1982             | 0                | 0                |
| 1983             | 0                | 0                |
| 1984             | 0                | 0                |
| 1985             | 0                | 0                |
| 1986             | 12               | 0                |
| 1987             | 4                | 0                |
| 1988             | 3                | 0                |
| 1989             | 9                | 0                |
| 1990             | 7                | 0                |
| 1991             | 12               | 0                |
| Total            | 48               | 0                |